# Markea fosbergii
Markea fosbergii är en potatisväxtart som beskrevs av A.T. Hunziker. Markea fosbergii ingår i släktet Markea och familjen potatisväxter. Inga underarter finns listade i Catalogue of Life.